# Vexillum (Pusia) pulchellum
Vexillum (Pusia) pulchellum is een slakkensoort uit de familie van de Costellariidae. De wetenschappelijke naam van de soort is voor het eerst geldig gepubliceerd in 1844 door Reeve.